# Posąg Jowisza (Ermitaż)
Posąg Jowisza – rzeźba rzymskiego boga nieba, burzy i deszczu Jowisza wykonana przez anonimowego rzeźbiarza z epoki Flawiuszy w ostatniej ćwierci I wieku naszej ery, znajdująca się w zbiorach Ermitażu w Petersburgu.

## Opis
Posąg Jowisza w kolekcji Ermitażu jest jedną z największych rzeźb z okresu starożytności w jakimkolwiek muzeum na świecie. Znaleziony został podczas wykopalisk archeologicznych w willi cesarza rzymskiego Domicjana, który panował od 81 do 96 roku naszej ery. Pod rządami cesarzy Flawiuszów Rzym osiągnął swój szczyt i stał się stolicą cywilizowanego świata. W mieście zbudowano Koloseum i Łuk Tytusa, a w prowincjach wprowadzono prawo rzymskie. To właśnie w czasach tej dynastii miała miejsce słynna erupcja Wezuwiusza, która pogrzebała i zakonserwowała świetność Pompejów i Herkulanum.
Sztuka okresu Flawiuszów (69–96 n.e.) jest doniosłą częścią światowego dziedzictwa. Kompozycja i sposób wykonania posągu Jowisza przypominają zniszczony w wyniku pożaru posąg Zeusa, stworzony przez Fidiasza dla świątyni Zeusa w Olimpii. Dzieło to zostało uznane za jeden z siedmiu cudów świata. Grecki filozof Dion Chryzostom powiedział w słynnym przemówieniu, że kto „stoi przed tym posągiem, zapomina o wszystkich okropnościach i trudnościach, które spadają na nasz ludzki los”. W swojej pracy rzymski rzeźbiarz połączył marmur ze złoconym drewnem i gipsem, imitując wykończenie ze złota i kości słoniowej. Pełen majestatu Jowisz siedzi na tronie, ze statuetką bogini zwycięstwa Nike w prawej dłoni i złotym berłem w lewej dłoni. Z lewego ramienia zwisa mu złoty płaszcz, a u dołu po prawej spogląda na niego orzeł, będący atrybutem Jowisza.

## Galeria

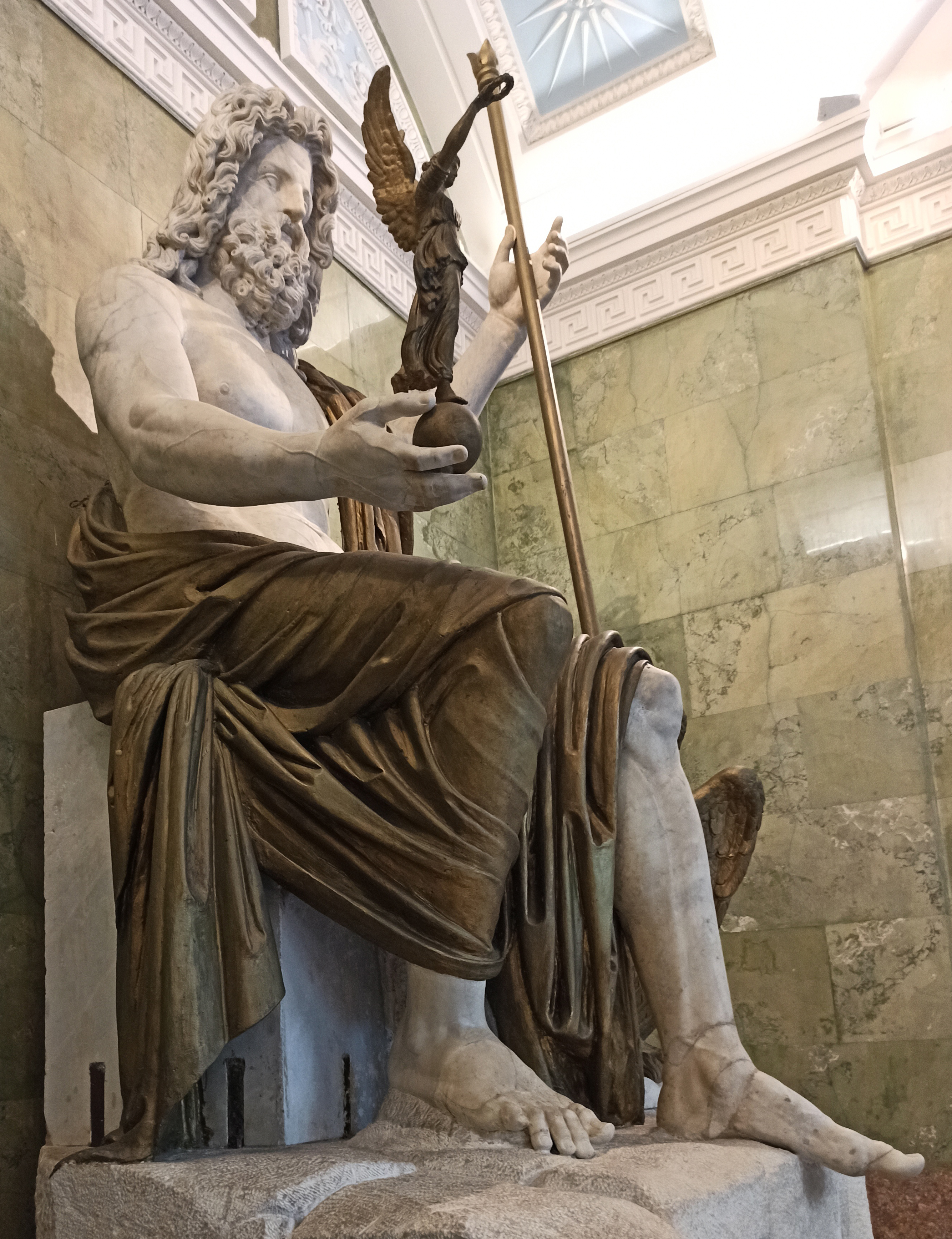
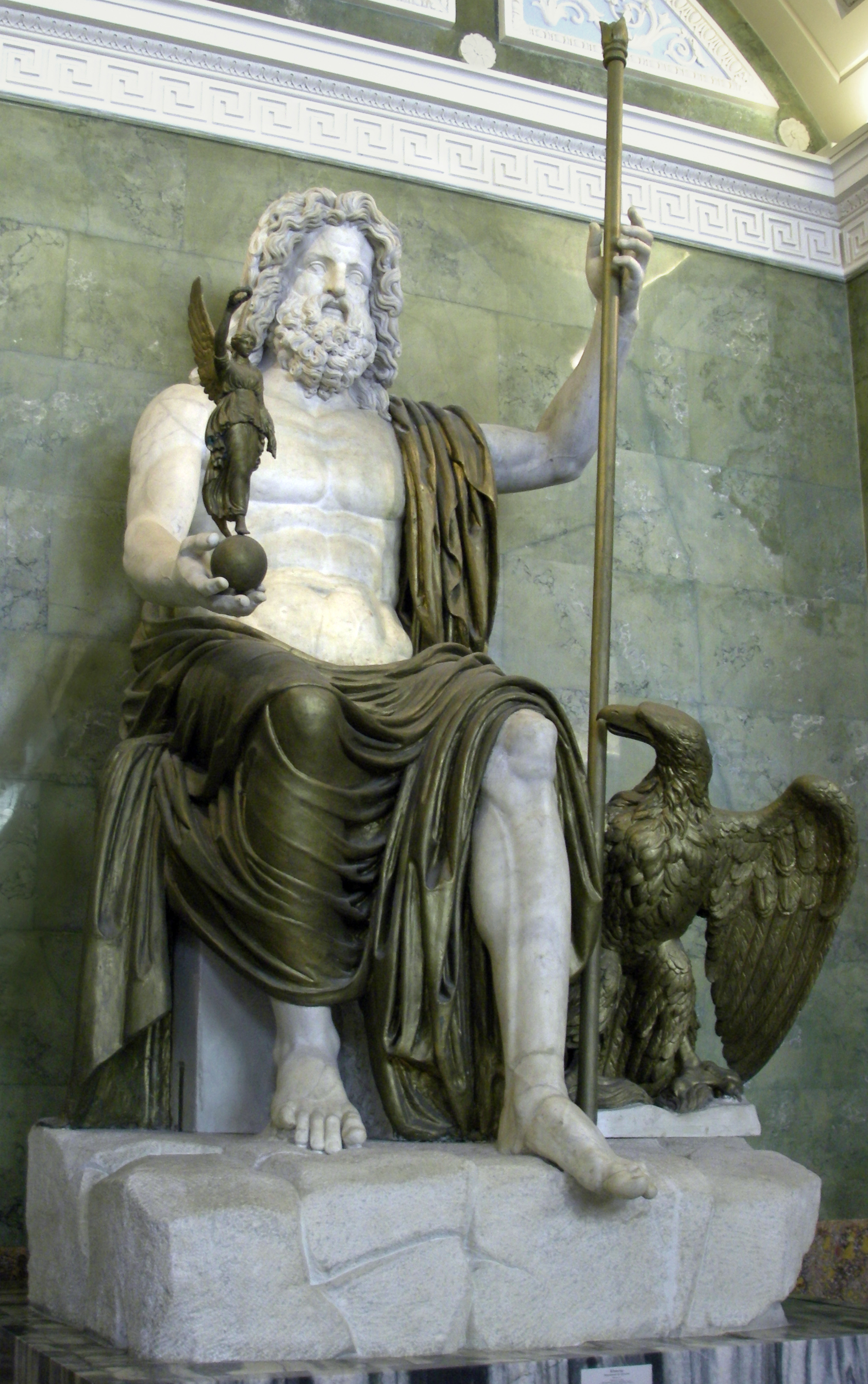
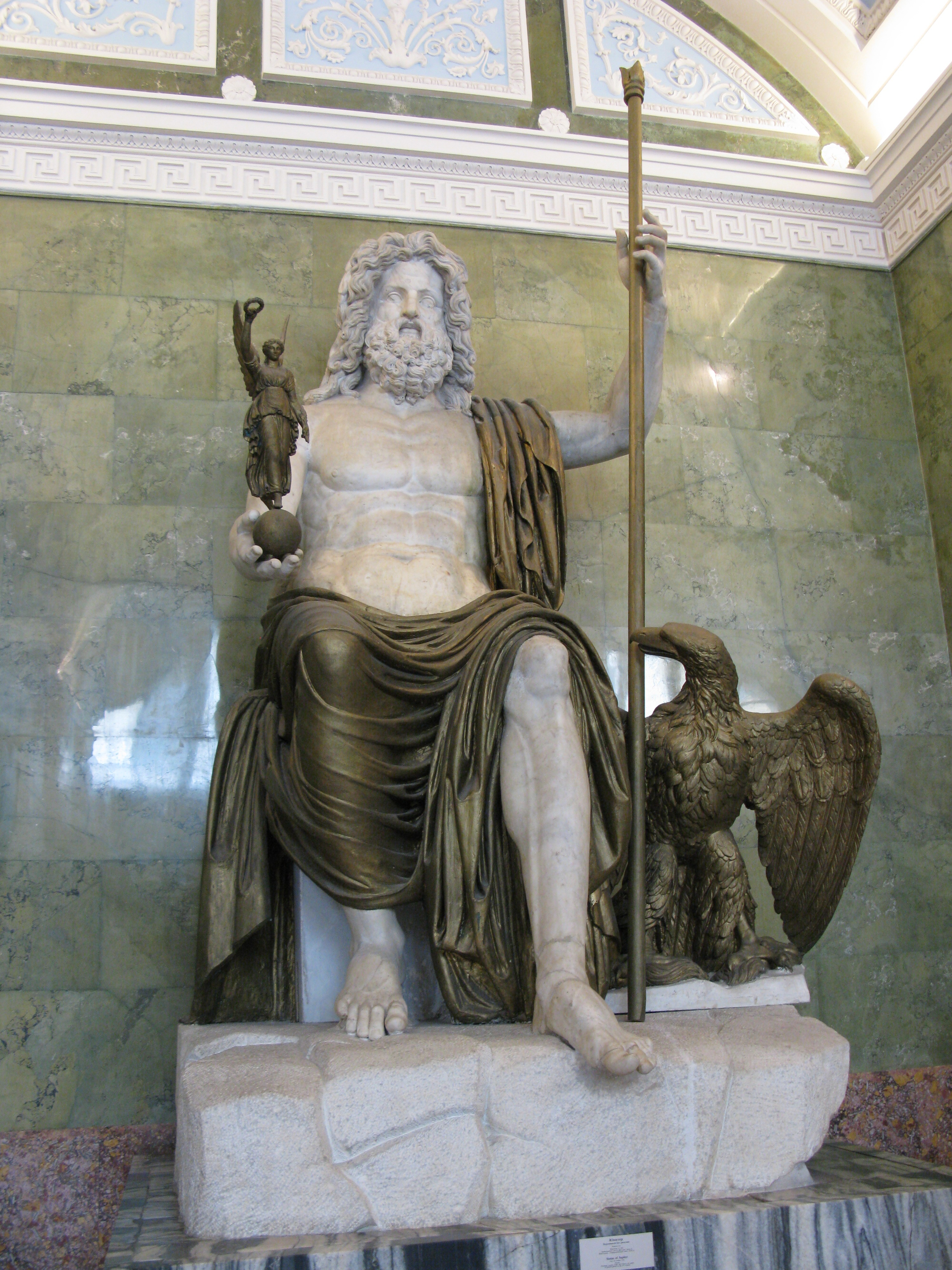
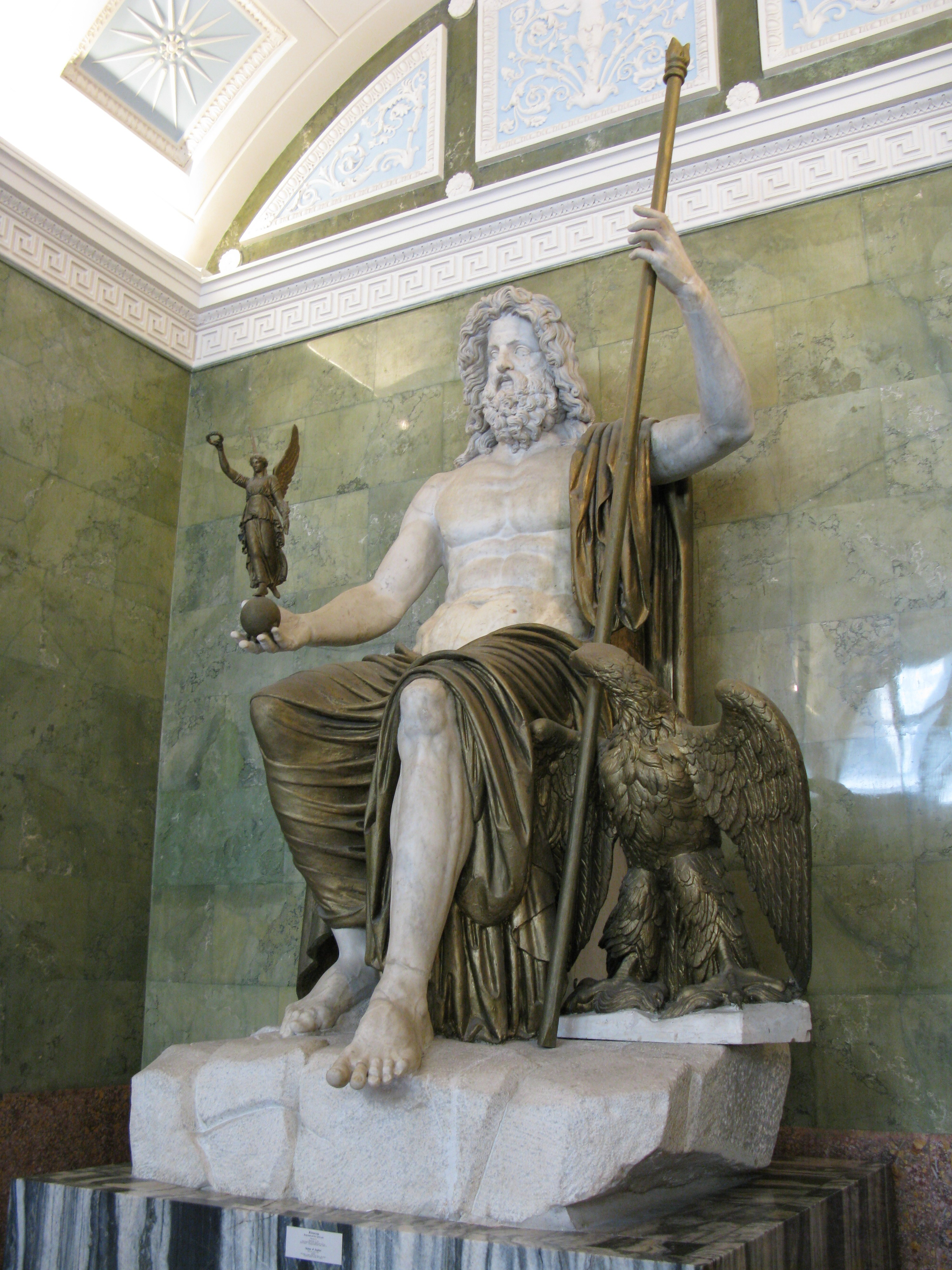
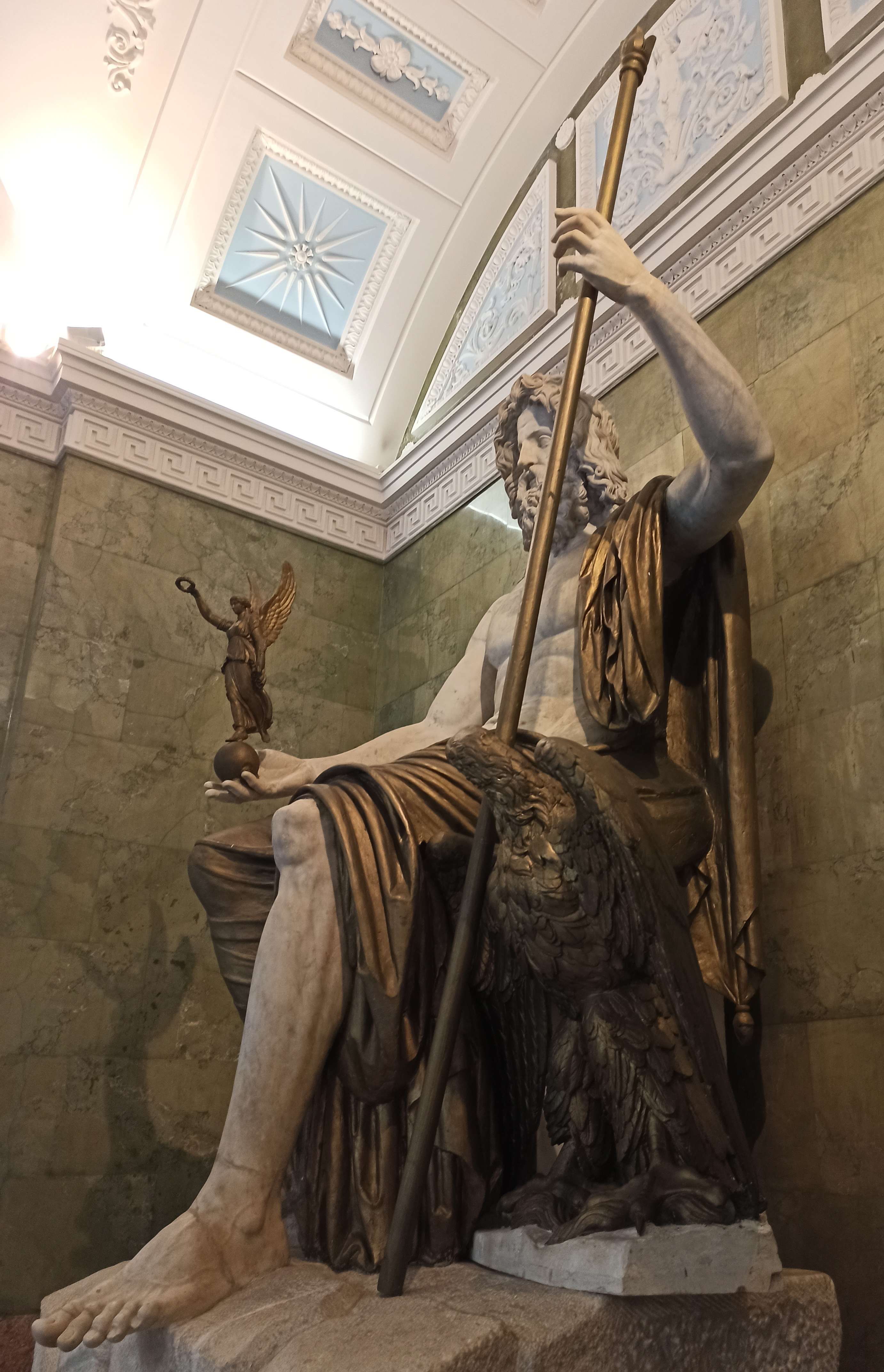